# Vitan Mal
Vitan Mal, slovenski pisatelj, * 25. oktober 1946, Ljubljana, Slovenija.

## Življenje
Vitan Mal se je rodil v ljubljanski Rožni dolini. Po končani gimnaziji se je odločil za študij na Pedagoški akademiji, smer slavistika in knjižničarstvo.
Opravljal je veliko poklicev: bil je filmski snemalec, novinar in urednik v Otroškem in mladinskem programu Radia Slovenija.

## Literarno delovanje
Uveljavil se je s slikanicami, predvsem pa s pripovednimi deli za mladino, med katerimi prevladujejo romani o problematičnih poteh odraščanja današnje mladine. Med mlajšimi je priljubljena serija kriminalk za otroke o agentu Žardni. Kar nekaj knjig je prevedenih v druge jezike. Za najmlajše je pisal v številne revije, kot so Ciciban, Kurirček, Pionirski list, Trobentica, Zmajček ... 
Skupna naklada Malovih knjig presega 300.000 izvodov, za Bralno značko pa je pisatelj opravil skoraj 500 obiskov po šolah in knjižnicah.
Vitan Mal v splošnem velja za prvega slovenskega mladinskega pisatelja, ki je pisal, kakor sam pravi »o navidezno banalnih stvareh, kot so opravljanje male potrebe, bruhanje, samozadovoljevanje.« Pa zaslugi Malovih del je slovenska mladinska literatura v osemdesetih letih doživela preporod in se oddaljila od vzgojnih moraliziranj.
Besedila za odrasle (Ganimed in drugi, Za metuljem še Rok in Nedokončana zgodba) je namenil ozkemu krogu bralcev, saj se v njih dotika raziskovanja zapletenega polja erotike.

### Kontroverznost
Nekatera njegova dela zbujajo burne odzive v slovenski javnosti, saj se v njih na ekspliciten način ukvarja s pederastijo, mladostniško spolnostjo in sorodnimi tabu temami. Del javnosti, tudi strokovne, si že dlje časa prizadeva za umik njegovih del iz učnega načrta za pouk slovenščine v osnovnih šolah. Njegova najbolj kontroverzna knjiga je Napačna odločitev, pisatelj zanjo pravi, da je zgodba namerno pretirana.
Zaradi svojega odnosa do mladostnikov je imel nekajkrat tudi težave z zakonom. Prvič je bil pogojno obsojen leta 2000 zaradi »izdelave pornografskega gradiva z mladoletno osebo«, zaradi fotografij golega mladoletnika, ki jih je uporabljal kot model za risbe. Vnovič je bil pogojno obsojen leta 2014, tokrat zaradi posesti pornografskega gradiva, na katerem so mladoletniki.

## Film in televizija
Bil je poklicni snemalec in novinar na RTV Slovenija, nato pa asistent kamere pri nadaljevanki Erazem in potepuh ter filmu Cvetje v jeseni. Za RTV Slovenija je napisal več oddaj za serijo Kuhinja pri violinskem ključu, ki je bila uprizorjena leta 1974.
Po povesti Teci, teci kuža moj je bil posnet film Sreča na vrvici, ki velja za največji prodajni uspeh slovenskega filma, saj so ga odkupili v več kot 50 državah. Po knjigi Ime mi je Tomaž je z režiserjem Tugom Štiglicem napisal scenarija za filma Poletje v školjki in Poletje v školjki 2.

## Literarna dela

#### Pripovedna dela za mladino
- Ime mi je Tomaž (1972)
- Teci, teci kuža moj (1975)
- Roki Rok (1976)
- Mali veliki junak (1976)
- Vanda (1982)
- Sreča na vrvici (1984)
- Baronov mlajši brat (1985)
- Poletje v školjki (1986)
- Školjka svetega Sebastijana (1990)
- Ledosned (2006)
- Na ranču veranda (1993)
- Hitro hitreje (1994)
- Nedelje nekega poletja (1996)
- Ta grajski (1998)
- Dvojni agent Žardna (1999)
- Žigana (2003)
- Žardna in hiša duhov (2003)
- Žardna in ukradeni angel (2005)
- Žardna in Četrtek (2006)

#### Literarna dela za odrasle
- Za metuljem še Rok (1976)
- Ganimed in drugi (1993)
- Nedokončana zgodba (1999)
- Napačna odločitev (2009)
- Za čas in čast: Bojan, junak belih strmin (1983)